# Narodowe Święto Niepodległości
Narodowe Święto Niepodległości – święto państwowe w Polsce obchodzone corocznie 11 listopada dla upamiętnienia odzyskania niepodległości przez Polskę w 1918, po 123 latach zaborów (1795–1918). Święto zostało ustanowione ustawą z dnia 23 kwietnia 1937, zniesione ustawą Krajowej Rady Narodowej 22 lipca 1945, przywrócono je ustawą w okresie transformacji systemowej w 1989. Jest dniem wolnym od pracy.

## Znaczenie daty
Odzyskiwanie przez Polskę niepodległości było procesem stopniowym. Wybór 11 listopada uzasadnić można zbiegiem wydarzeń w Polsce z zakończeniem I wojny światowej dzięki zawarciu rozejmu w Compiègne 11 listopada 1918, pieczętującego ostateczną klęskę Niemiec. Dzień wcześniej przybył do Warszawy Józef Piłsudski. Jędrzej Moraczewski opisał to słowami:

Niepodobna oddać tego upojenia, tego szału radości, jaki ludność polską w tym momencie ogarnął. Po 120 latach prysły kordony. Nie ma „ich”. Wolność! Niepodległość! Zjednoczenie! Własne państwo! Na zawsze! Chaos? To nic. Będzie dobrze. Wszystko będzie, bo jesteśmy wolni od pijawek, złodziei, rabusiów, od czapki z bączkiem, będziemy sami sobą rządzili. (...) Cztery pokolenia nadaremno na tę chwilę czekały, piąte doczekało. (...)

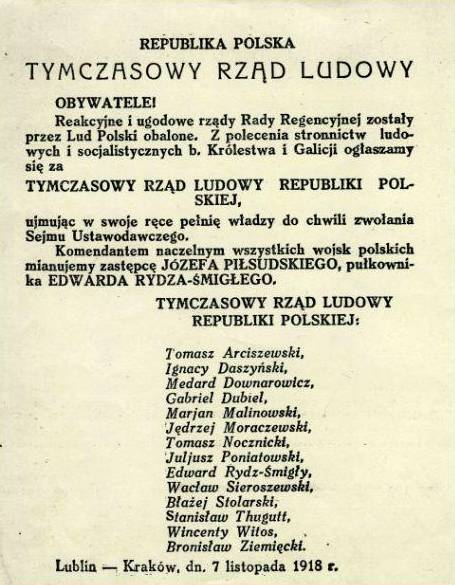
Afisz informujący o sformowaniu Tymczasowego Rządu Ludowego Republiki Polskiej

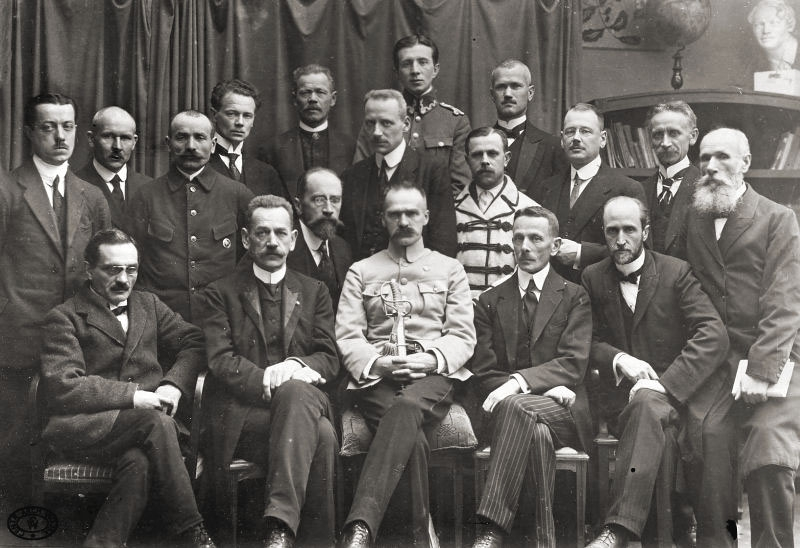
Członkowie Tymczasowego Rządu Ludowego Republiki Polskiej

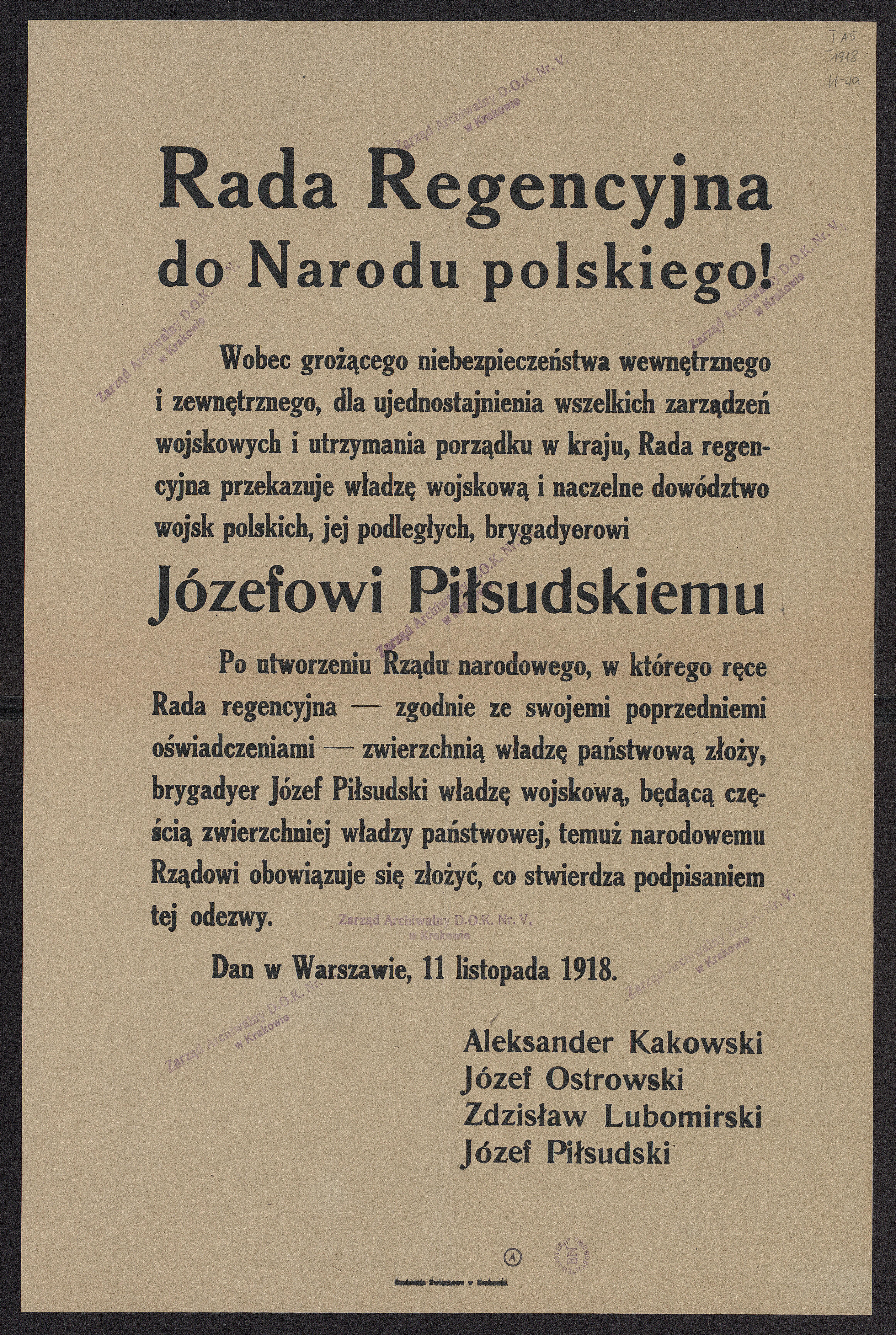
Obwieszczenie Rady Regencyjnej o przekazaniu władzy Józefowi Piłsudskiemu, 11 listopada 1918 roku

## Dzieje obchodów
W latach 1919–1936 rocznice odzyskania niepodległości świętowano w Warszawie jako uroczystości o charakterze wojskowym. Organizowano je zazwyczaj w pierwszą niedzielę po 11 listopada. W 1919 roku nie było sprzyjającej sytuacji by uczcić rocznicę odzyskania niepodległości, ponieważ trwały jeszcze wojny o granice Rzeczypospolitej. Pierwszy raz w pełni uroczyście upamiętniono odzyskanie niepodległości 14 listopada 1920. Tego dnia uhonorowano Józefa Piłsudskiego jako zwycięskiego Wodza Naczelnego w wojnie polsko-bolszewickiej wręczając mu buławę marszałkowską.
Po przewrocie majowym w 1926 obchody kolejnych rocznic były uroczystościami ściśle wojskowymi. W tym samym roku 8 listopada Józef Piłsudski jako prezes ministrów wydał okólnik ustanawiający ten dzień wolnym od pracy dla urzędników państwowych. Odtąd w tym dniu na placu Saskim w Warszawie Piłsudski dokonywał przeglądu pododdziałów, a następnie odbierał defiladę (po raz ostatni w 1934 roku). W 1928 roku plac Saski w stolicy nazwano placem marszałka Józefa Piłsudskiego, a cztery lata później Minister Wyznań Religijnych i Oświecenia Publicznego ustanowił ten dzień wolnym od nauki. Rozporządzeniem Prezydenta Rzeczypospolitej z dn. 29 października 1930 ustanowiono odznaczenie państwowe Krzyż i Medal Niepodległości dla osób czynnie zasłużonych dla niepodległości Polski. 11 listopada 1932 odsłonięto Pomnik Lotnika w Warszawie. Rangę święta państwowego nadano Świętu Niepodległości dopiero ustawą z dn. 23 kwietnia 1937. Miało ono łączyć odzyskanie suwerenności państwowej z zakończeniem I wojny światowej oraz upamiętniać Józefa Piłsudskiego. Do czasu wybuchu II wojny światowej obchody państwowe odbyły się dwa razy: w 1937 i 1938; w 1937 uświetniono je odsłonięciem pomnika gen. Józefa Sowińskiego.
Podczas okupacji niemieckiej w latach 1939–1945 jawne świętowanie polskich świąt państwowych było niemożliwe. Organizatorzy przygotowywanych konspiracyjnie obchodów rocznicy 11 listopada, głównie w ramach małego sabotażu, byli narażeni na dotkliwe represje. Jednak mimo to pamięć o Święcie Niepodległości starano się podtrzymywać. W dniach poprzedzających 11 listopada na murach, ogrodzeniach, płytach chodnikowych pojawiały się afisze, ulotki i napisy „Polska żyje”, „Polska zwycięży”, „Polska walczy”, „Jeszcze Polska nie zginęła”, „11.XI.1918” itp., a od 1942 roku także znak Polski Walczącej. Częstokroć pomniki przystrajano biało-czerwonymi kwiatami i proporczykami, a w miejscach o trwałej symbolice narodowej mocowano flagę narodową. Również w prasie konspiracyjnej, głównie w „Biuletynie Informacyjnym” podziemnej Armii Krajowej, zamieszczano artykuły przypominające o Święcie Niepodległości.
W 1945 ustanowiono Narodowe Święto Odrodzenia Polski, obchodzone 22 lipca, w rocznicę ogłoszenia Manifestu PKWN, i jednocześnie zniesiono Święto Niepodległości. 
7 listopada 1968 roku odbyły się w Lublinie główne obchody 50. rocznicy odzyskania niepodległości w 1918 roku. Na uroczystej akademii przemówienie okolicznościowe wygłosił premier J. Cyrankiewicz.
W okresie PRL obchody rocznicy odzyskania niepodległości 11 listopada organizowane były również nielegalnie przez środowiska niepodległościowe w tym piłsudczykowskie. Organizatorzy i uczestnicy tych uroczystości często byli represjonowani przez ówczesne władze państwowe. Pewnym wyjątkiem były lata 1980–1981, kiedy ruch, legalnie wtedy działającej „Solidarności” bardzo mocno nawiązywał w do tradycji niepodległościowych, przywracając w tym czasie w szerszej skali społecznej Święto Niepodległości.
W latach 80. delegacja władz państwowych w dniu Święta Niepodległości składała wieniec przed Grobem Nieznanego Żołnierza. Niezależnie od władz środowiska opozycyjne w kolejnych latach organizowały własne obchody.
Święto Niepodległości obchodzone 11 listopada zostało przywrócone przez Sejm PRL ustawą z 15 lutego 1989 pod nazwą „Narodowe Święto Niepodległości”. 11 listopada 1997 Sejm podjął uchwałę głoszącą m.in. Ta uroczysta rocznica skłania także do refleksji nad półwieczem, w którym wolnościowe i demokratyczne aspiracje Polaków były dławione przez hitlerowskich i sowieckich okupantów, a następnie – obcą naszej tradycji – podporządkowaną Związkowi Radzieckiemu komunistyczną władzę.
Współcześnie, obchody Święta Niepodległości z udziałem najwyższych władz państwowych odbywają się na placu marsz. Józefa Piłsudskiego w Warszawie, przed Grobem Nieznanego Żołnierza. Inne formy obchodów to: Bieg Niepodległości organizowany od 1989 w Warszawie, Koncert Niepodległości organizowany od 2009 roku w Muzeum Powstania Warszawskiego, wykłady i inscenizacje historyczne, koncerty patriotyczne czy parady ulicami miast, np. Marsz Niepodległości w Warszawie, Marsz Patriotów i Radosna Parada Niepodległości we Wrocławiu, Parada Niepodległości w Gdańsku.
W 2018 zorganizowano obchody 100-lecia odzyskania niepodległości przez Polskę.
Fundacja Dziedzictwa Rzeczypospolitej corocznie jest organizatorem Koncertu Niepodległości.

## Galeria

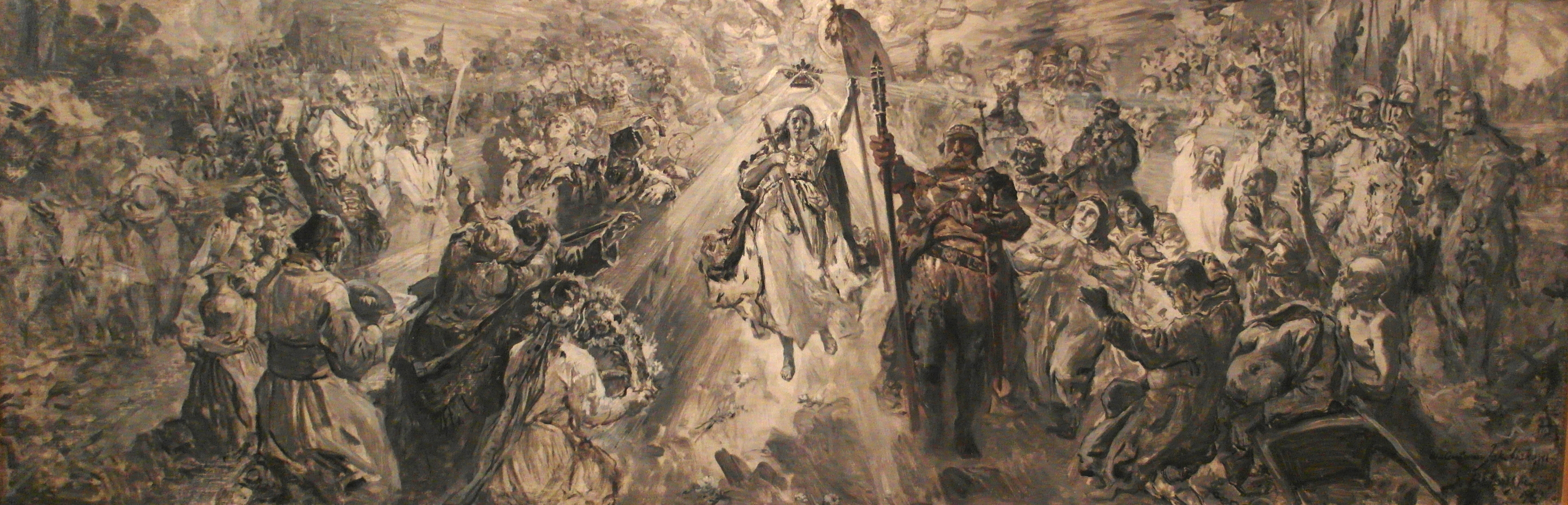
Polonia Triumphans, projekt środkowej części tryptyku pędzla Stanisława Batowskiego Kaczora z 1929 roku, przewidziany do dekoracji sali posiedzeń Sejmu II Rzeczypospolitej
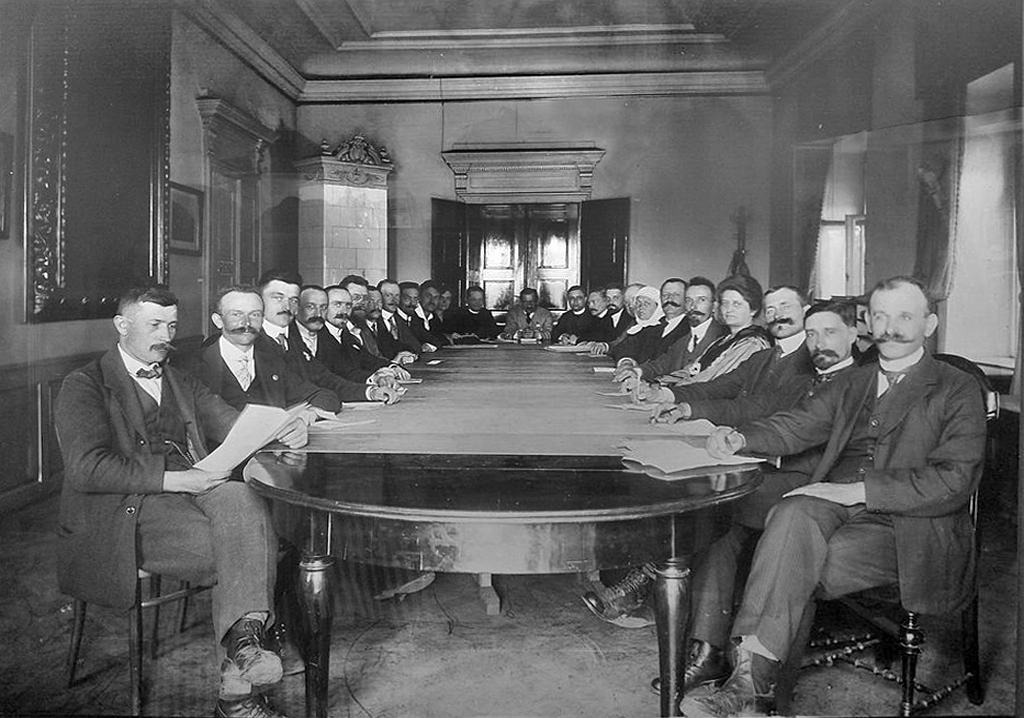
Posiedzenie Rady Narodowej Księstwa Cieszyńskiego
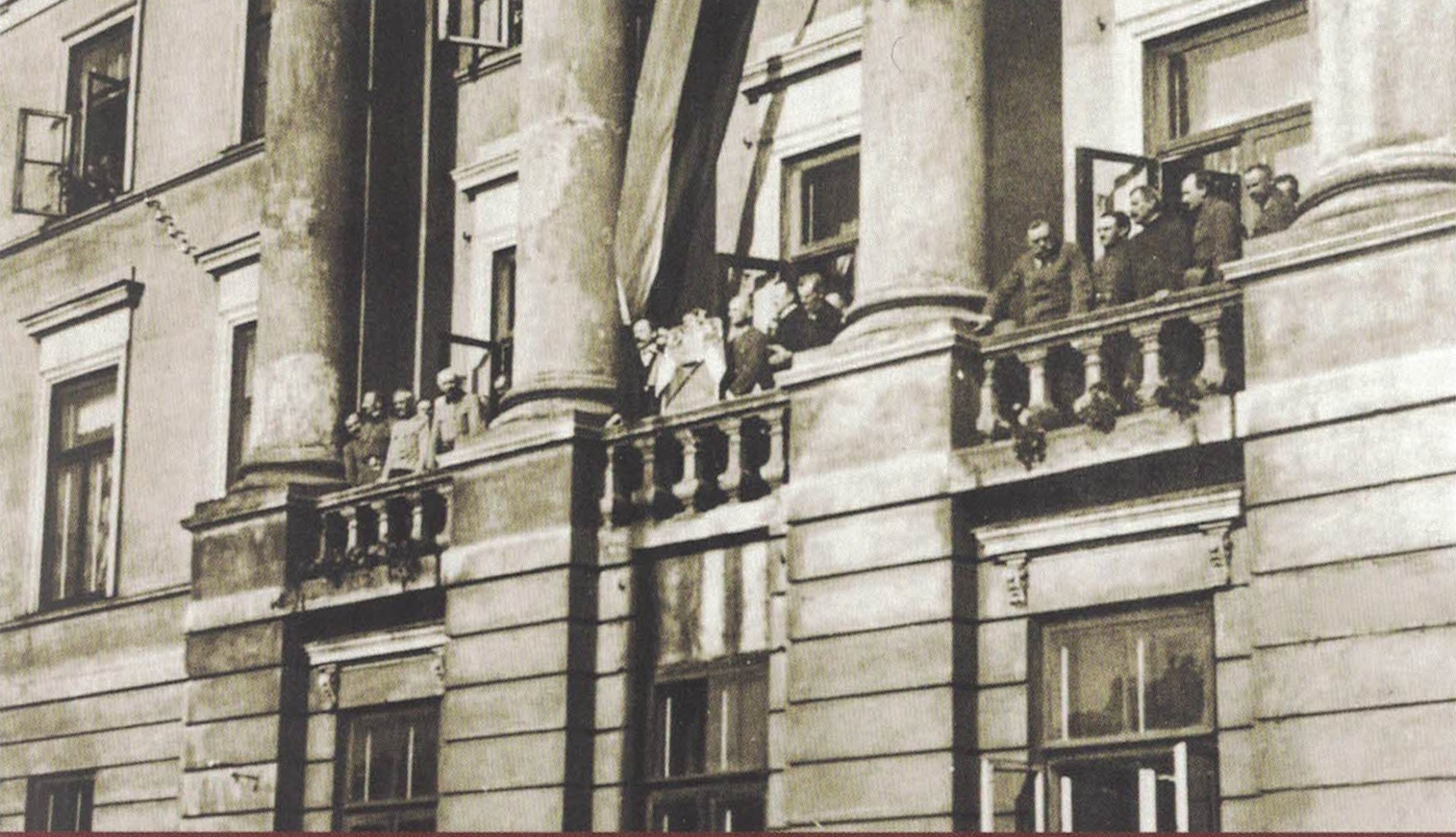
Proklamacja Republiki Radomskiej z balkonu Pałacu Sandomierskiego w Radomiu
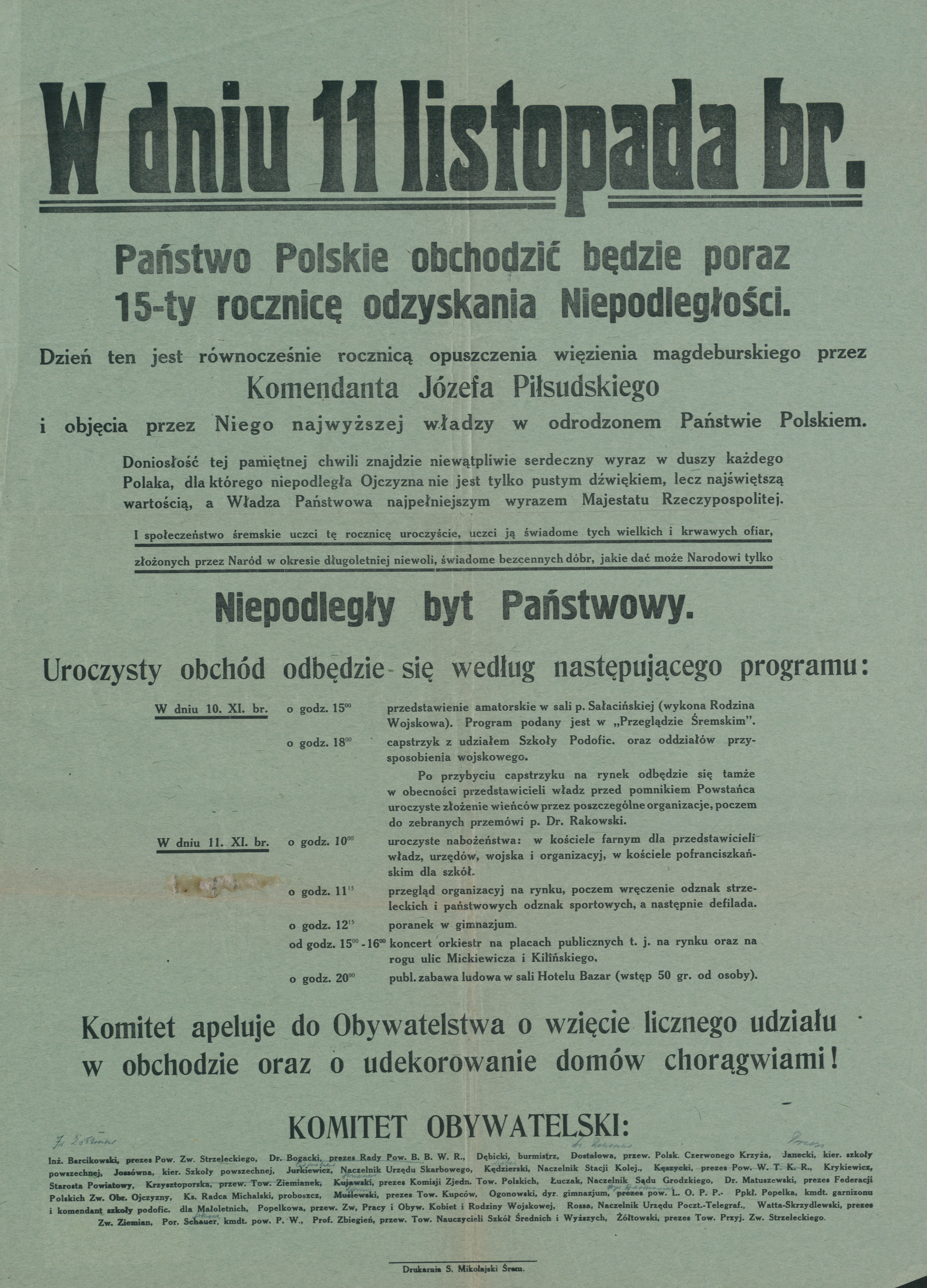
Afisz z okazji odzyskania niepodległości 1933 r. (miejsce przechowywania: Archiwum Państwowe w Poznaniu).
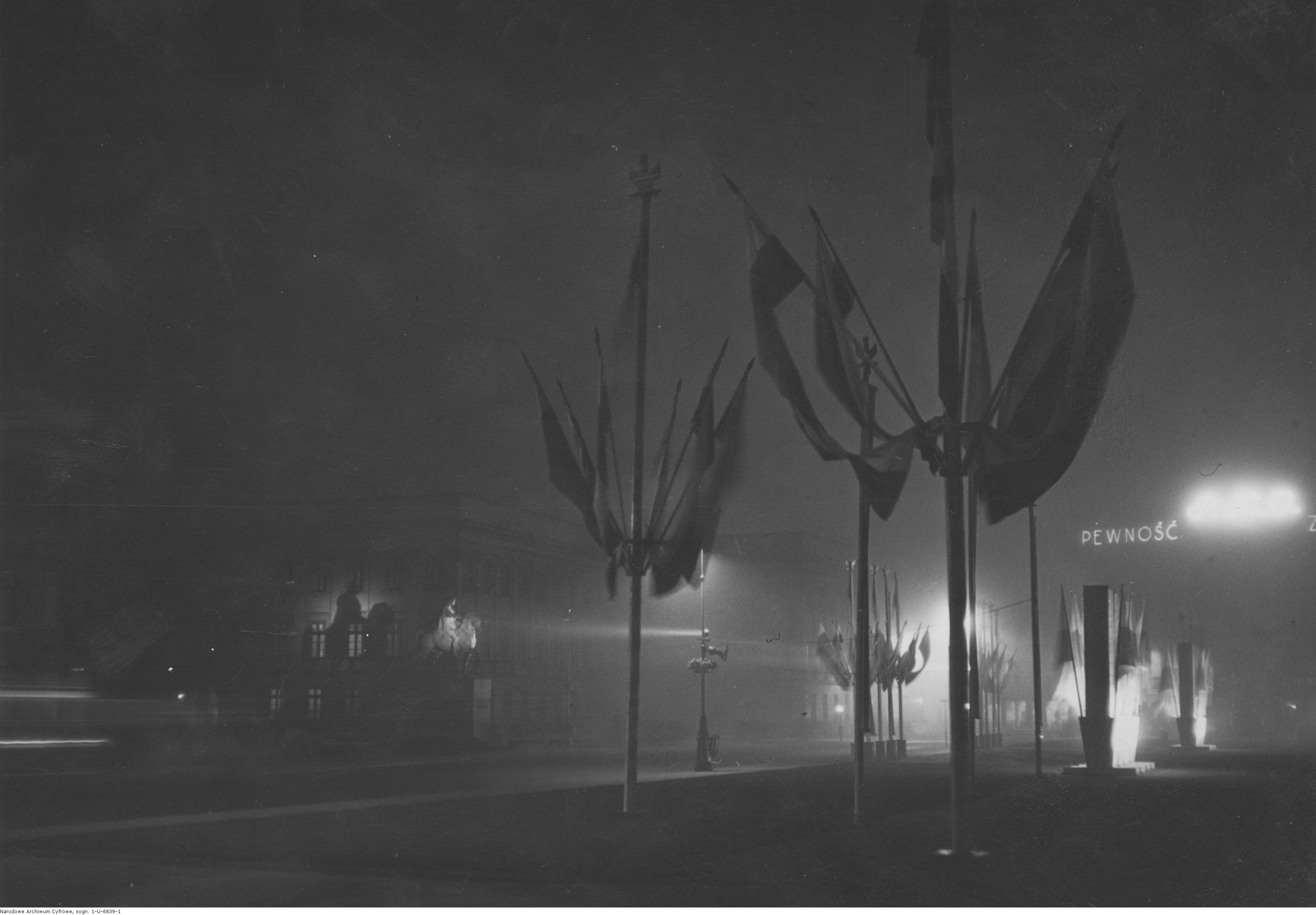
Plac Piłsudskiego 11 listopada 1938 roku.
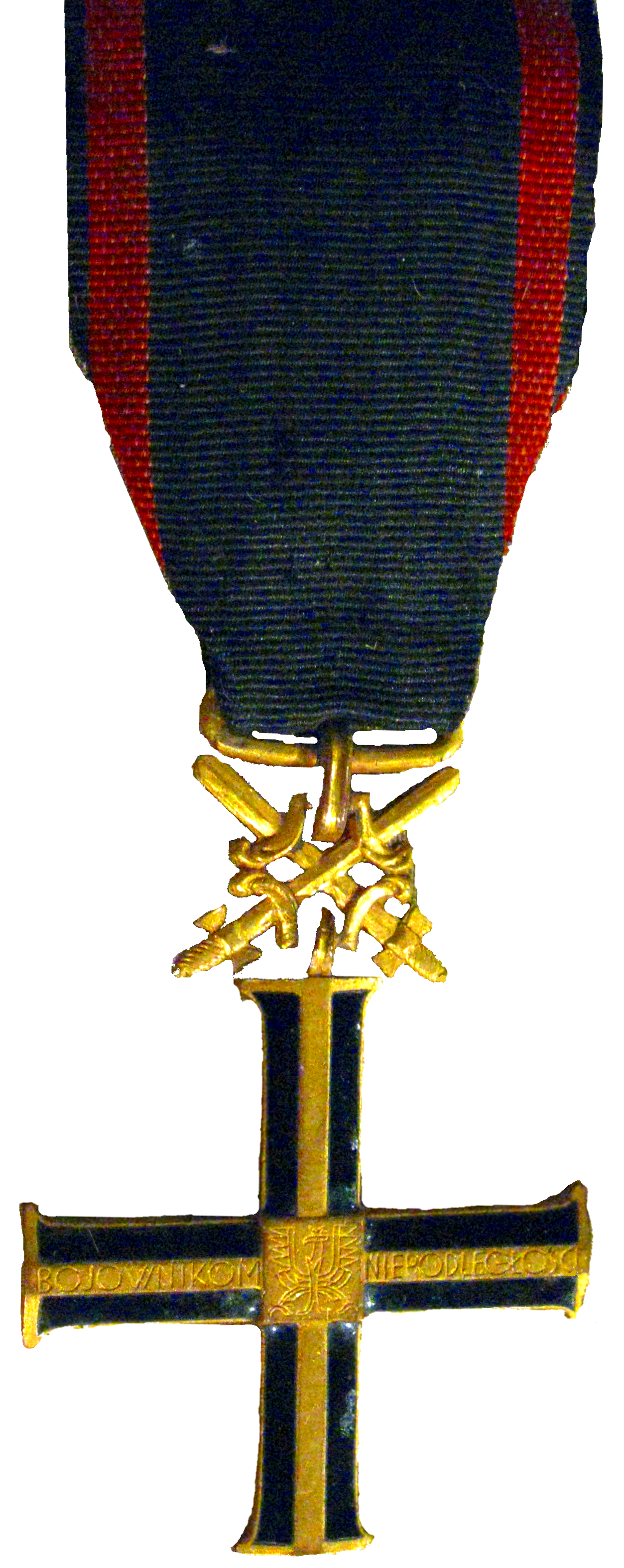
Krzyż i Medal Niepodległości
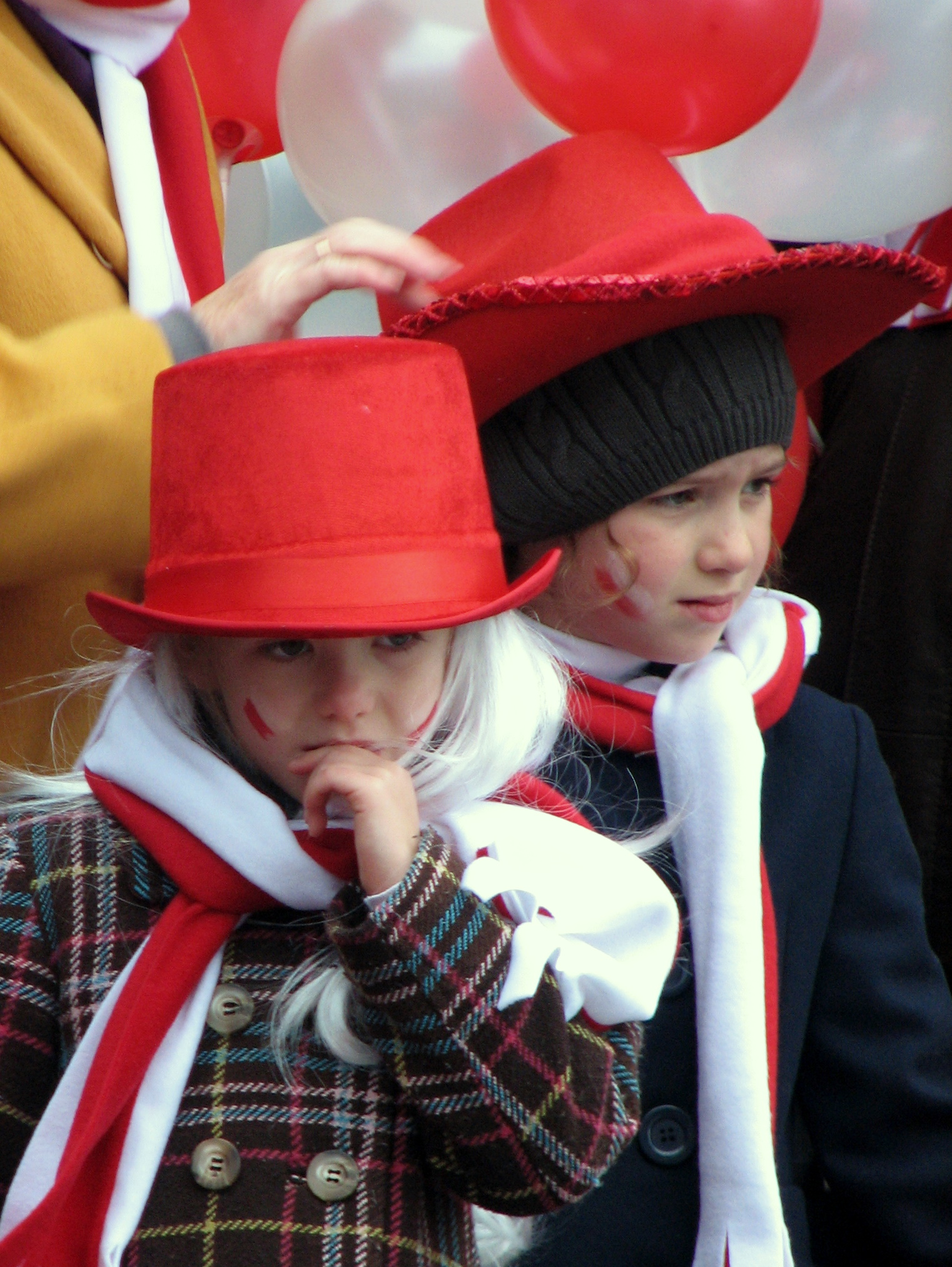
Dzieci biorące udział w obchodach Narodowego Święta Niepodległości (Gdańsk, 2010)